# Widukind
Widukind (také Wittekind nebo Weking; druhá polovina 8. století) byl saský vojevůdce. Pocházel z vestfálského šlechtického rodu a jako dux Saxonum, tedy jako vévoda Sasů, vedl v saských válkách let 777–785 odpor saských germánských kmenů proti Karlovi Velikému. Sasové nakonec vojensky nadřazenému Frankovi podlehli. Dnešní severozápad Německa byl tak začleněn do karlovské říše a nakonec také pokřesťanštěn.
O Widukindově životě se mnoho neví. Jméno Widukind zřejmě znamená „lesní dítě“, tedy vlk. Poprvé zmíněn je v roce 777 u příležitosti sněmu v Paderbornu. Po Widukindově křtu v královském paláci v severofrancouzském Attigny (785) už nejsou k dispozici žádné spolehlivé informace o jeho dalším osudu. Kolem jeho postavy ovšem vyrostla řada mýtů; vévoda se stal symbolem saské nezávislosti a někdy dokonce i předmětem kultické úcty.